# Avranšská

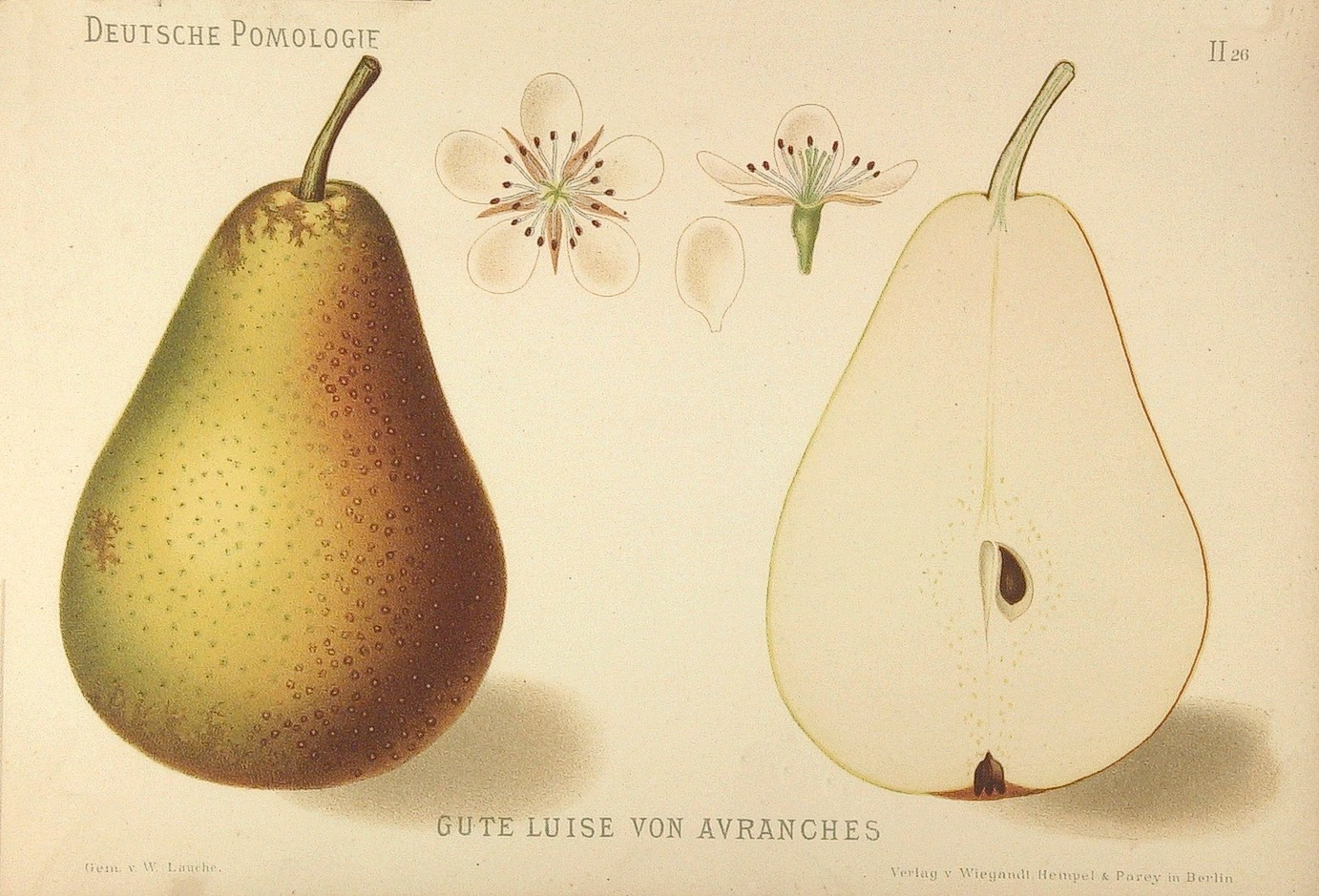

Avranšská (Pyrus communis 'Avranšská') nebo také Dobrá Louisa, je ovocný strom, kultivar druhu hrušeň obecná z čeledi růžovitých. Plody jsou řazeny mezi odrůdy letních hrušek, sklízí se od září do října probírkou. Hodí se ke konzumaci a zpracování.

## Historie

### Původ
Byla vyšlechtěna ve Francii, je známa od 18. století.

## Vlastnosti

### Růst
Růst odrůdy je bujný později slabý. Habitus koruny je pyramidální, řez nutný.

## Plodnost
Plodí hojně a pravidelně.

## Plod
Plod je protáhle kuželovitý, střední. Slupka hladká, žlutozelená s líčkem. Dužnina je nažloutlá jemná, se sladce navinulou chutí, aromatická, velmi dobrá.

## Choroby a škůdci
Odrůda trpí strupovitostí.

## Použití
Není vhodná ke skladování, sklízí se probírkou, slouží k přímé konzumaci. Odrůdu lze použít do všech poloh.